# 姫ヶ岳 (北秋田市・上小阿仁村)
姫ヶ岳（ひめがたけ）は、秋田県北秋田市と上小阿仁村との境界にある山である。
山頂には一等三角点と石仏を収めた小祠がある。

## 概要
阿仁鉱山の西にそびえる姫ヶ岳は、昔は釣不動（つりふどう）という山道を分け入り、蛇腹（じゃばら）や牛の瀬戸（せと）などという危険な細道を行き、手繰（たぐり）杉にすがって頂上まで登り、薬師様（ママ）にお参りしたという。
1804年（文化元年）菅江真澄は『阿仁迺澤水』で姫ヶ岳の絵図を残し、1816年（文化13年）に『筆のまにまに』で姫ヶ岳で三年犬の妻になっていた姫の伝説を記録している。
1809年（文化6年）9月、久保田藩主佐竹義和は、阿仁鉱山巡視のおりに、伝説によせて「やま姫のたけきみねにもみぢ葉のちしほのにしきかけてほしらん」と詠っている。また、江戸時代の鉱山町は民家が密集し、火災がひんぱんに起きていたので、山頂には防災の神として愛宕が祀られている。
姫ヶ岳は上小阿仁村の村歌の2番に「雲わきのぼる　姫が岳　希望と仰ぐ　この幸よ」と歌われている。

## 伝説
ある日のこと、一人のマタギが狩りに出かけると、姫ヶ岳のなかほどで、一匹の白犬に出会った。犬はなぜか美しい首飾りを下げていた。マタギは弓を取り出して狙いを定めて射ると、矢を受けた犬は苦しみながら山奥に逃げていった。マタギはその後を追い、とある洞窟に入ってみると、犬は美しい姫に抱かれて息絶えていた。姫は「三年もつれそった、私の大切な夫を！」と言ったかと思うと、犬がくわえていた短刀を取り「わが夫の仇！思い知れ！」と一刀のもとに切り捨てた。
菅江真澄の記録では姫がマタギに合った場面は、姫は「とてもうれしい。その犬を殺したのが本当なら、私は猟人の妻になります。連れて行って下さい。ですが、女は疑い深いものですから、その犬を本当に殺した剣なら、血や刃こぼれがあるでしょう。見せて下さい」とマタギの剣を奪っている。その後、かろうじて麓に逃げたマタギはこのことを人に語ると、皆はそこに行こうと言う。姫がいた洞窟に再度入ると、姫の姿も太刀も無い。柴の火も消えており、夜のうちにこの洞窟を出たのだろうかと語り合った。これから、この山をひめが嶽という。今この山に姫ヶ窟、ひめが滝という面白い滝がある。水無銀山の方からは、釣不動という山路を分け入り、蛇腹、牛くび戸という険しい峯の細道を経て、手繰杉という杉にすがってかろうじて姫が嶽の薬師に詣る。帰路は、以具知奈為（湯口内）という麓に下り、その山道は危険な所はないと記録している。（湯口内沢への登山道は現在無い）
また、姫ヶ岳の坤（南西）の方向には、樹木が深い高山がある。この山は鼓を敲く音が聞こえることがあり、それを天狗の遊びととらえ、やがて山の名前は天狗嶽となったという。
姫ヶ岳は山頂まで行ける道があり、湯ノ口沢という大きな沢まではゆるやかだが、それからはつま先上がりの険しい道で、めったに登る人はいなかった。湯ノ口沢上流には釣不動（つりふどう）という名の滝があった。ある昔のこと、恐いもの知らずのマタギがたった一人でこの険しい道を登っていった。男は腕前は良いが、それを鼻にかけ仲間から煙たがられていて仲間がいないので、いつも普通はきつく戒められていた一人での山の狩りをしていた。男が釣不動の滝で休んでいたとき、下流に雪のように白いシカがあらわれた。男はしばらくボーっとしていたが、はっと我に返り矢を放つと、矢はシカの首に突き刺さった。シカはたちまち林の中に消えて行くが、男はあわてることがなく、あとをおいかけた。やがて山頂間近の洞窟の前まで来て、男は女のすすり泣く声を聞いた。男が洞窟の中に入ると、着飾った美しい女のひざに若い男が倒れていた。若い男の首には矢が深々と刺さっていた。美しい女は顔を上げて恨みのこもったまなざしで男をにらみつけた。男は無我夢中で村にたどり着くと、父母にその日の出来事を話、それっきりで床についた。高熱でうなされ、うわごといい「首がいたい。いてえよう」と言いながら息を引き取った。このことは村の人たちの知るところとなり、美しい女のいた山を姫ヶ岳と呼ぶようになった。
姫ヶ岳には相撲取岩がある。そこで愛宕様が相撲を取ったが、負けて大巻に落とされた。

## 登山

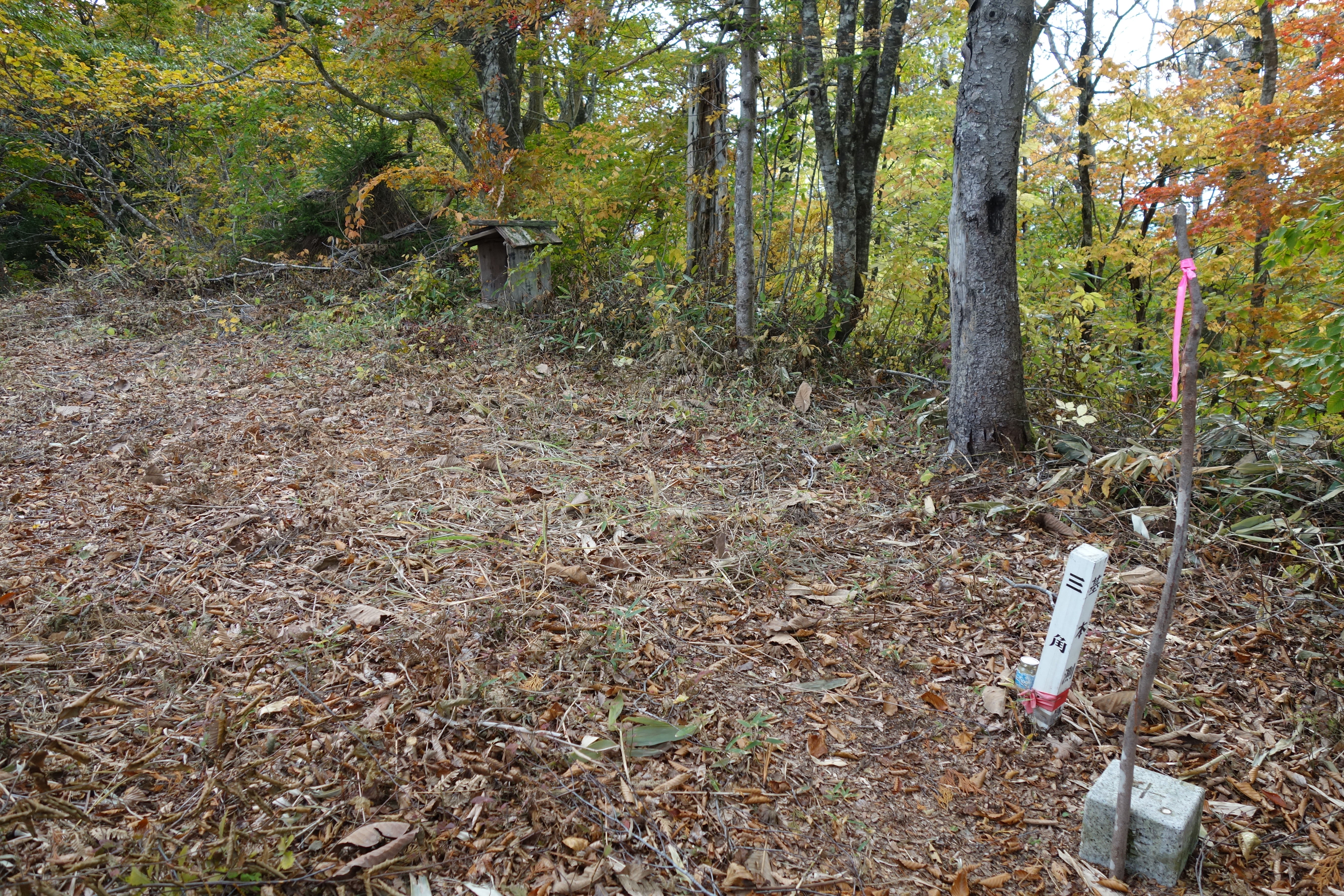
姫ヶ岳山頂

上小阿仁村側と阿仁町側から登山道が延び、どちらも頂上まではおよそ1時間のコースであるが、阿仁側からは蛇腹や牛の瀬戸と言われる険しいコースもある。
国道105号を走り、吉田で林道に入り吉田堤にて林道支点に駐車、林道を歩き終点の登山口に着き、樹林帯の中を登り小さな祠と三角点がある山頂に着く。登山口表示がある場所の手前を右側方向に峯筋に登ると、蛇腹や牛の瀬戸などの険しい峯の細道につながる。山頂付近は険しい岩崖になっている。山頂から少し南に進んだ岩石の上からの見晴らしが良い。
山頂には1778年（安永7年）4月の記録がある愛宕権現の仏像がある。また、太平山の碑があり、裏面は1868年（慶応4年）4月吉日の日時が彫られている。